# Marguerite-Antoinette Couperin
Marguerite-Antoinette Couperin (* 19. September 1705 in Paris; † um 1778 vermutlich in Versailles) war eine französische Cembalistin und Pädagogin, und eine von zehn Frauen, die in dem von Philine Lautenschläger wiedergegebenen Stammbaum der berühmten Musikerfamilie Couperin erscheinen. Als designierte Nachfolgerin ihres Vaters war sie unter Ludwig XV. die erste Frau am französischen Königshof, die das offizielle Amt einer Hofcembalistin innehatte.

## Familie
Marguerite-Antoinette war die jüngere der beiden (überlebenden) Töchter des François Couperin (1668–1733), genannt le Grand, und dessen Frau Marie-Anne, geborene Ansault (um 1668–1747), der Tochter eines Weinhändlers. Sie hatte eine Schwester und zwei Brüder:
- Marie-Madeleine (* 11. März 1690 in Paris; † 16. April 1742 in Montbuisson, Pontoise), die Nonne und wahrscheinlich Organistin des Zisterzienserinnenklosters[6] Abbeye de Montbuisson war.[7]
- François-Laurent (vor 1708;[4][8] † nach 1747)
- Nicolas-Louis (getauft am 26. Juli 1707; früh verstorben)

## Ausbildung und Dienst bei Hofe
Über die Ausbildung Marguerite-Antoinettes und ihre Aufgaben bei Hofe als Cembalistin ist nur wenig bekannt. Man kann jedoch davon ausgehen, dass ihr Vater François Couperin auch ihr Lehrer war und dass sie nach den Grundsätzen seiner Cembalo-Schule L'Art de toucher le clavecin („Die Kunst, Cembalo zu spielen“) unterrichtet wurde, die er 1716 veröffentlichte, als sie 11 Jahre alt war. Man liest darin u. a., dass ihr Vater die „Kinder nicht in Abwesenheit des Lehrers üben“ ließ; er nehme deshalb „während des Anfangsunterrichtes der Kinder aus Vorsicht den Schlüssel des Instrumentes, auf dem ich sie unterweise, mit, damit sie in meiner Abwesenheit nicht in einem Augenblick verderben können, was ich in aller Sorgfalt ihnen in 3/4 Stunden beigebracht habe“.

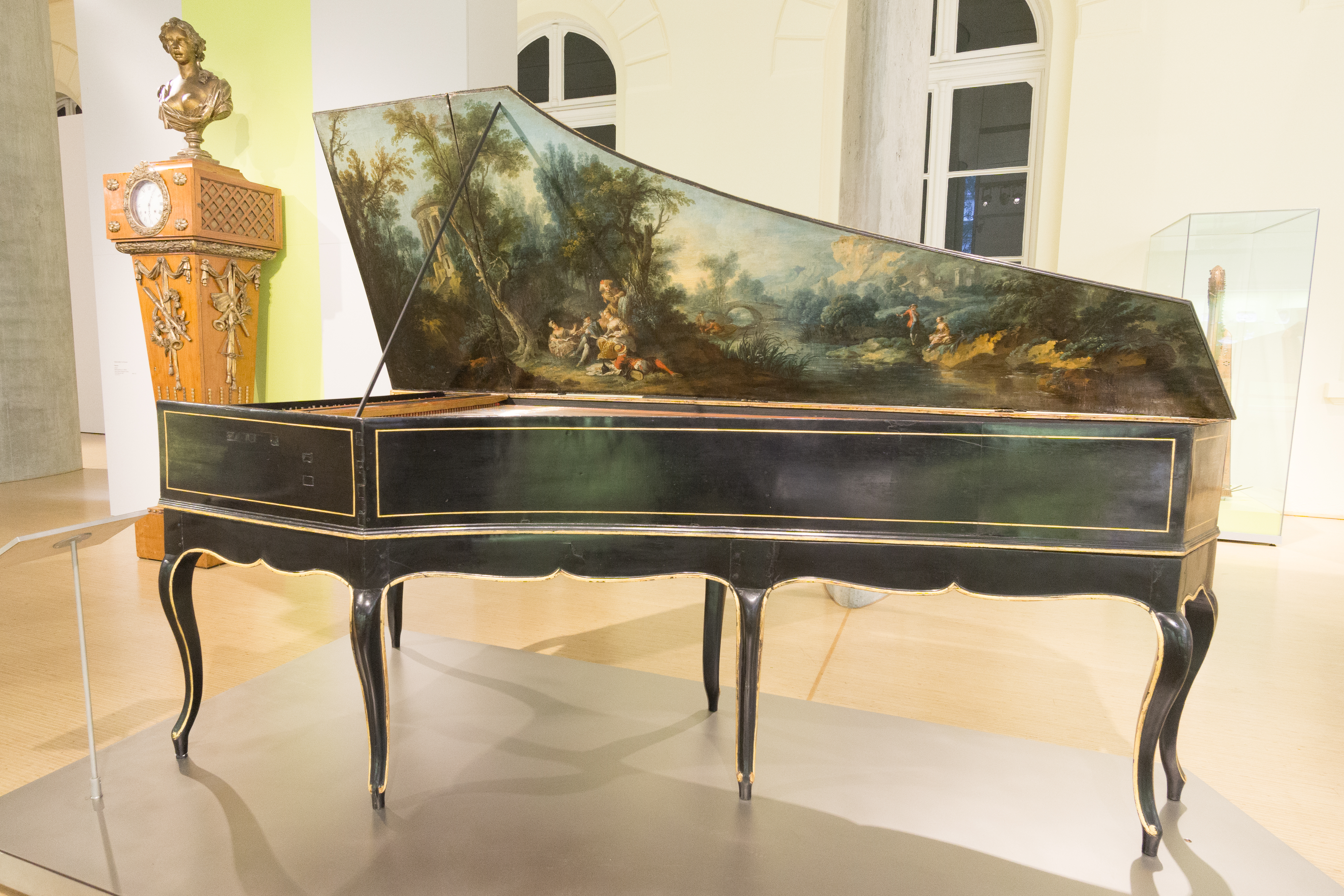
Französisches Cembalo, um 1730 Museum für Kunst und Gewerbe, Hamburg

François Couperin wurde 1717 die Anwartschaft (survivance) auf die Stelle als königlicher Cembalist – „Ordinaire de la Chambre du roy pour le clavessin“ – zugesichert. Dabei handelte es sich um ein käufliches und erbliches Hofamt, das zu dieser Zeit durch Jean-Baptiste Henry D’Anglebert (1661–1735) (den Sohn Jean-Henri D’Angleberts) besetzt war, der seinen Pflichten aus Gesundheitsgründen jedoch oft nicht mehr nachkommen konnte. Doch auch François Couperin klagte über seine „überaus zarte Gesundheit“, und wenn er die damit verbundenen Pflichten nicht wahrnehmen konnte, ließ er offenbar seine Tochter einspringen. Laut Grove wirkte Marguerite-Antoinette Couperin ab spätestens 1729 nachweislich als Cembalistin am königlichen Hof.
So wird im Mercure de France erwähnt, dass sie am Abend des 4. Juli 1729 während einer Tafelmusik zum Souper am königlichen Hof zusammen mit dem Violinisten Michel-Gabriel Besson, „Ordinaire de la Musique de la Chapelle & Chambre du Roy“, verschiedene Stücke zum besten gab, die „sehr genossen“ worden seien („Ces differents morceaux ont été trés goutés“, Mercure de France 1729, S. 1874).
Schließlich übernahm sie am 16. Februar 1730 offiziell von ihrem mittlerweile kranken Vater die Nachfolge für die Stelle als königliche Cembalistin. Nach dem Tode ihres Vaters und d’Angleberts wurde diese Stelle 1736 rein theoretisch abgeschafft, aber für Marguerite-Antoinette Couperin in eine sogenannte „commission“ umgewandelt.
Laut Évrard Titon du Tillet (1677–1762), der eine Chronik der französischen Musiker und Dichter (Le Parnasse françois) – darunter zahlreiche Frauen – schrieb, war sie die erste Frau in dieser Position. Titon du Tillet lobte auch die « manière sçavante & admirable » (deutsch: „gelehrte/kunstvolle und bewundernswerte Art“) ihres Cembalo-Spiels, mit dem sie in den Concerts de la reine (Konzerten der Königin) in Versailles auftrat.
So wie bereits François Couperin der Cembalolehrer verschiedener Prinzen und Prinzessinnen gewesen war – darunter der frühverstorbene Vater Ludwigs XV. und seine Gemahlin Maria Leszczyńska – gehörte zu den Pflichten Marguerite-Antoinette Couperins auch die Unterweisung der Königstöchter, nachdem sie durch den König persönlich zu deren Cembalolehrerin ernannt worden war.

Anne Henriette de France mit Gambe, Jean-Marc Nattier 1754
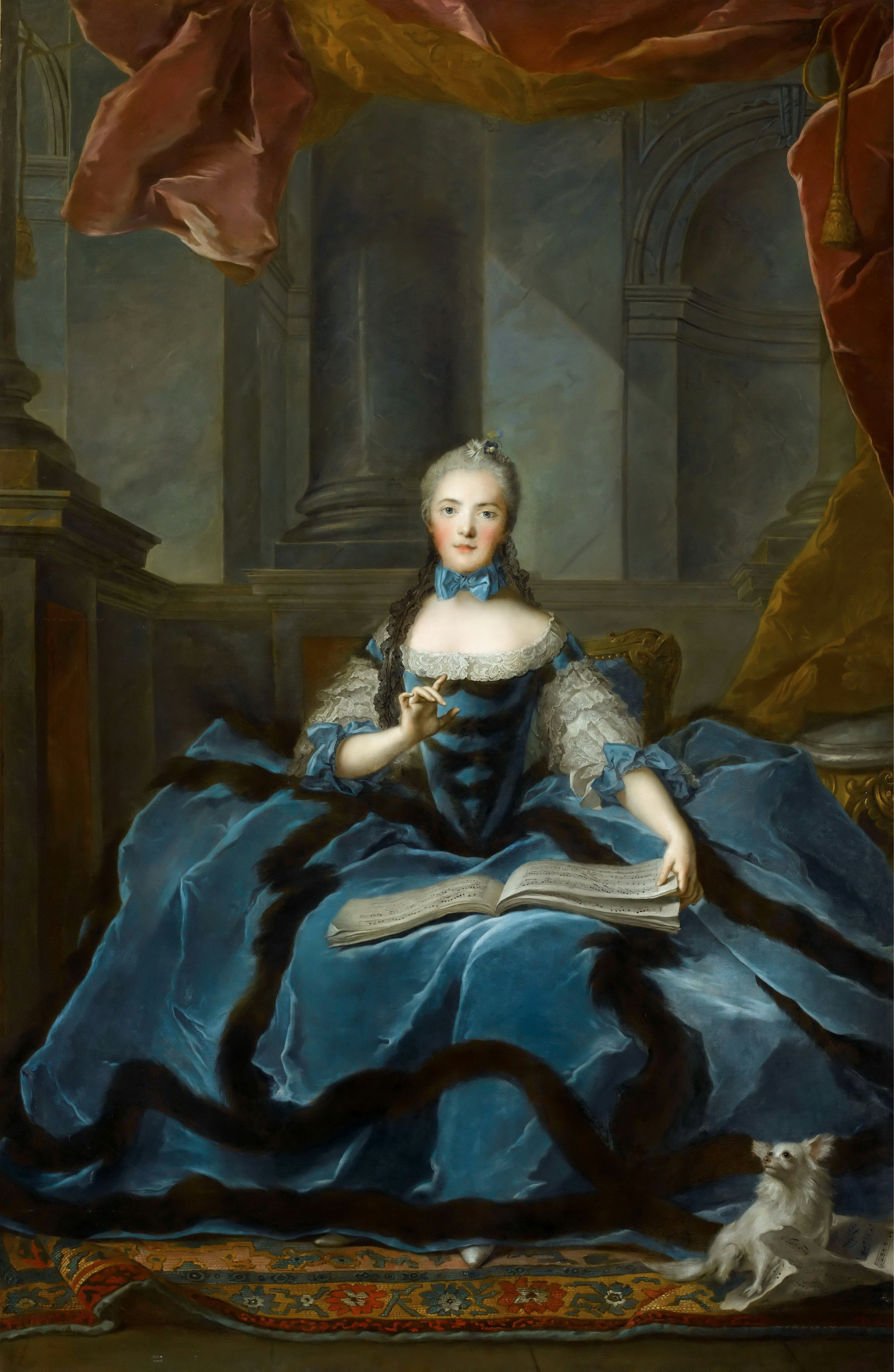
Marie Adelaïde de France mit Notenbuch, Jean-Marc Nattier 1758
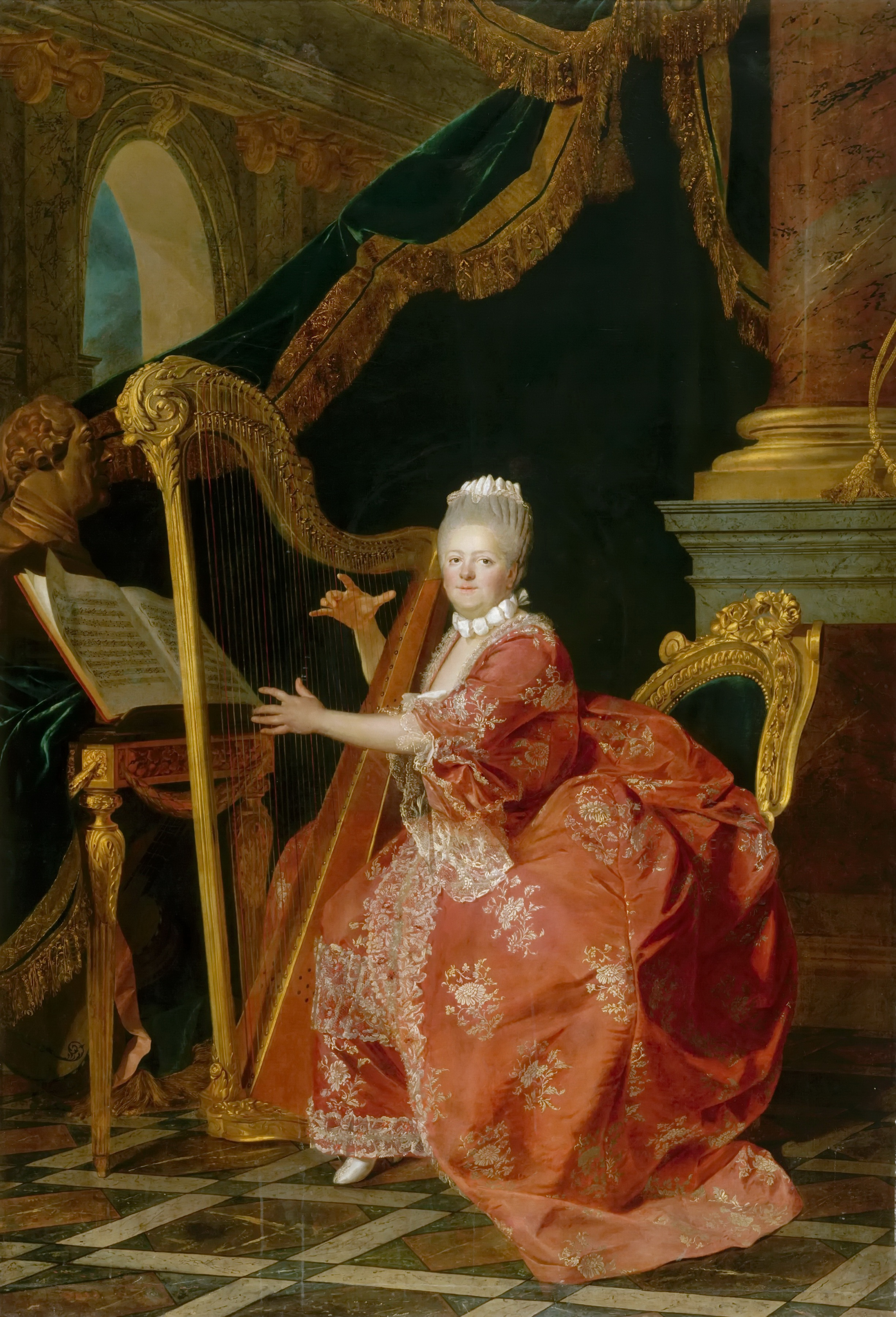
Victoire de France mit Harfe, Étienne Aubry 1773

Über die Concerts de la Reine und die musikalischen Königstöchter (genannt Mesdames) als Schülerinnen M.-A. Couperins schrieb der französische Musikologe Philippe Beaussant 1996 in einem eigenen Kapitel. Darin ist zu lesen, dass Marguerite-Antoinette Couperin „jeden Tag zum Schloss ging“ („venait chaque jour au château“), um die Prinzessinnen in Cembalo und Komposition zu unterrichten. Eigene Kompositionen oder gar ein Porträt von M.-A. Couperin sind nicht bekannt.
Im November 1741 vermerkt der Mercure de France, dass „ihre Kräfte es ihr nicht mehr immer erlaubten, die Aufgaben des genannten Amtes mit so großer Genauigkeit zu erfüllen“, daher verkaufte sie ihre Stelle als Hofcembalistin am 25. November für 6000 Livres an Bernard de Bury.
Doch schon im Juni des nächsten Jahres liest man in derselben Zeitung über ein erfolgreiches Konzert ihrer Schützlinge unter ihrer Leitung und Mitwirkung in einem 10-strophigen Lobgedicht (Auszüge siehe unten).
Marguerite-Antoinette Couperin blieb wahrscheinlich unverheiratet und nahm nach des Vaters Tod (1733) ihre Mutter zu sich. Heute weiß man zwar, dass die beiden zusammen in der Rue de l'Orangerie in Versailles wohnten, aber über das weitere Leben Marguerite-Antoinettes, auch über Ort und Zeit ihres Todes, ist nichts bekannt.

### Aus dem 10-strophigen Gedicht für M.-A. Couperin
„Es sind nicht die urwüchsigen Wälder
Die Eure Lieder wiedergeben;
Es sind die großartigen Paläste
Die Euren Klängen als Echo dienen.
Ich sehe erlauchte Prinzessinnen
Verschiedene Bereiche berühren,
Die unter Euren Zauberhänden
Angenehm zusammenklingen“

Die letzte Strophe des Lobgedichtes für sie lautet:

„Unter allen glänzenden Namen
Findet auch der Eurige Platz
Und er wird, ohne dass ein anderer ihn auslöscht
Die Zeiten überdauern.“

## M.-A. Couperin auf Chicagos Dinner Party

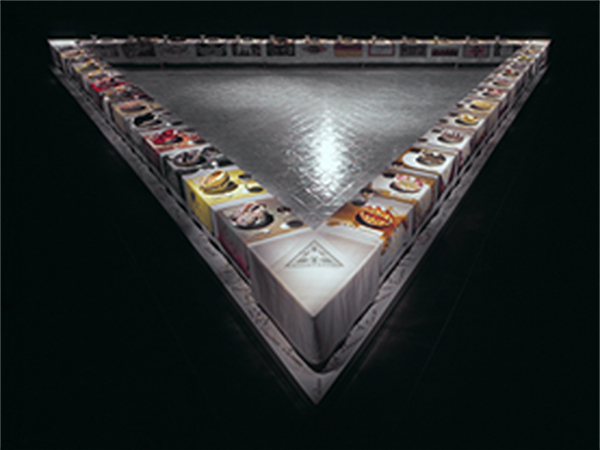
The Dinner Party

Die amerikanische Schriftstellerin, Eventkünstlerin und Feministin Judy Chicago verewigte in den 1970er Jahren den Namen der Musikerin Marguerite-Antoinette Couperin innerhalb der 999 Frauen, die auf den weißen, dreieckigen Bodenfliesen ihrer Dinner Party in Goldschrift geschrieben stehen. Die Frauennamen verkörpern dort symbolisch „unser Kulturerbe“ (Judy Chicago). M.-A. Couperin ist in der dreieckigen Tisch-Installation dem Gedeck für die englische Komponistin Ethel Smyth, zusammen mit weiteren zwanzig bedeutenden Musikerinnen, darunter ihre Tante Marguerite-Louise Couperin zugeordnet.